# 41 Aurigae
Désignations
Désignations
41 Aurigae est une étoile binaire de la constellation du Cocher. Sa magnitude apparente combinée est de 5,64. Elle est située à environ 94 pc (∼307 al) de la Terre,.